# Cabinho
Cabinho, właśc. Evanivaldo Castro Silva (ur. 28 kwietnia 1948 w Salvadorze) – brazylijski piłkarz grający na pozycji napastnika, posiada również obywatelstwo meksykańskie. Legenda futbolu meksykańskiego i ośmiokrotny król strzelców tamtejszej ligi. Z 312 golami jest najlepszym strzelcem w historii tamtejszej Primera División.

## Kariera klubowa
Swoją profesjonalną karierę piłkarską rozpoczął w słynnym brazylijskim CR Flamengo, gdzie zagrał w 6 meczach i strzelił jedną bramkę. Po kilku pomniejszych epizodach w mniej znaczących klubach brazylijskich, 19 lipca 1974 przybył do Meksyku, aby reprezentować barwy UNAM Pumas. W pierwszym sezonie gry w Primera División de México nie rozwinął w pełni skrzydeł, gdyż zdobył tylko 16 goli. Następne sezony w drużynie popularnych „Pum” były dla niego bardziej udane, cztery razy z rzędu zostawał królem strzelców ligi – w sezonach 1975/1976 (29 goli), 1976/1977 (34 gole), 1977/1978 (33 gole) i 1978/1979 (26 goli, razem z Hugo Sánchezem). W lipcu 1977 zdobył z UNAM pierwszy tytuł mistrza Meksyku – trenerem drużyny był wtedy Jorge Marik.
Po pięciu sezonach spędzonych w Pumas przeniósł się do Atlante FC, gdzie również zostawał najlepszym strzelcem ligi – tym razem trzykrotnie – w sezonach: 1979/1980 (30 goli), 1980/1981 (29 goli) i 1981/1982 (32 gole). W czasie gry dla „Potros de Hierro” Cabinho zdobył w sumie 102 bramki.
Jego kolejnym klubem był León. W sezonie 1984/1985 z zespołem tym dotarł do półfinałów fazy play-off, w których León grał przeciwko byłej drużynie Cabinho, UNAM Pumas. W tymże sezonie Brazylijczyk po raz ostatni został królem strzelców Primera División z 23 bramkami na koncie.
Po opuszczeniu Club León Cabo grał przez rok w Brazylii, w Paysandu SC, aby w 1986 roku powrócić do Meksyku, do Tigres UANL, gdzie zakończył karierę. W sumie w najwyższej lidze meksykańskiej zdobył 312 goli w 415 spotkaniach, co daje średnią 0,75 gola na mecz.

## Kariera trenerska
Po zakończeniu kariery piłkarskiej Cabinho został trenerem. Prowadził drugoligowy zespół Lobos BUAP, w międzyczasie przyjmując meksykańskie obywatelstwo.